# ガラスの城の約束
『ガラスの城の約束』（ガラスのしろのやくそく、The Glass Castle）は2005年のアメリカ合衆国の回顧録。
コラムニストとして知られるジャネット・ウォールズがホームレスの両親に育てられた自らの半生を綴った作品で、全米350万部突破のベストセラーである。
2006年にはアメリカ図書館協会のヤングアダルト図書館サービス協会（YALSA）が主催するアレックス賞を受賞している。
日本では、2007年1月26日に河出書房新社から古草秀子の翻訳で『ガラスの城の子どもたち』のタイトルで日本語版が発売された。
2017年には映画化され、2019年6月14日から日本で『ガラスの城の約束』のタイトルで上映されるのに先立ち、日本語版のタイトルを映画と同じ『ガラスの城の約束』に改めて同年5月2日にハヤカワ文庫から発売されることになった。